# Carlos Alves (São João Nepomuceno)
Carlos Alves é um distrito da cidade brasileira de São João Nepomuceno, mais conhecida por ali haver sido construído o castelo Monalisa.

## Histórico
Com o nome de "Santa Bárbara", foi anexado ao município de São João Nepomuceno por lei provincial número 2 921, de 26 de setembro de 1882, ratificado em lei estadual de número 2, de 14 de setembro de 1891; a lei estadual 843, de 7 de setembro de 1923, veio a alterar-lhe o nome para "Carlos Alves", com o qual passou a ser chamado.
O distrito ganhou as manchetes em 2009 quando se soube que ali foi construído pelo deputado Edmar Moreira, no início da década de 1980, o castelo batizado de "Monalisa", com doze torres, trinta e seis suítes com hidromassagem, lago privado, dois elevadores e vários outros luxos, num terreno equivalente a mais de duzentos e cinquenta campos de futebol.
Em 2020 em seu cemitério foi sepultado o filho do deputado Edmar Moreira, o também político Leonardo Fernandes Moreira.